# 国民所得
国民所得（こくみんしょとく、national income、略称:NI）とは、国民全体が得る所得の総額のこと。経済活動で生産された付加価値が配分されて個人や法人（経済主体）の所得となるから、これは付加価値の総額と捉えることができる。経済活動の規模を表す指標である。
使用目的の違いから、経済活動の集計方法には下表のように何通りもある。各々の詳細については、各リンク先を参照のこと。
| 海外からの移転を   | 海外からの移転を   | -                            |
| 除く               | 含む               | -                            |
| 国内総生産 （GDP） | 国民総生産 （GNP） | -                            |
| 国内純生産 （NDP） | 国民純生産 （NNP） | 資本減耗（減価償却）を除く   |
| 国内所得           | 国民所得 （NI）    | 間接税を除き、補助金を加える |

マクロ経済学は主として国民所得の大きさに関する学問である。狭義の国民所得は上の表の NI を指すが、上記のいずれを用いていると考えても本質的違いはない。通常はそれらをまとめて単に所得と称する。

## 所得恒等式
付加価値の合計は最終生産財の価値に等しい。最終生産財を、生産に関与しない消費と、次の生産のための投資とに分けると、
所得 ≡ 消費 ＋ 投資
が常に成り立つ。（より厳密には、政府支出、経常収支（≡輸出－輸入）を考慮して、
所得 ≡ 消費 ＋ 投資 ＋ 政府支出 ＋ 経常収支
が常に成り立つ。）これを所得恒等式という。
これらの恒等式は常に成立するものだが、ここでいう投資の中には、結果として発生してしまった在庫投資（余剰在庫）が含まれていて、一般に企業が意図した結果ではない。その場合、企業は生産規模を縮小するので、所得は縮小する。逆に在庫投資がマイナスの場合には、企業は生産規模を拡大するので、所得は拡大する。ここで、投資を在庫投資を含まないものとして定義した場合、所得規模は企業が意図した投資額と適合する規模、即ち
所得 ＝ 消費 ＋ 投資
（又は 所得 ＝ 消費 ＋ 投資 ＋ 政府支出 ＋ 経常収支）
が成り立つような規模で均衡する。
まとめると、投資を在庫投資を含めて定義すると常に所得恒等式が成立するが、投資を在庫投資を含まないものとして定義すると、所得の水準が調整されない限り、「所得＝消費＋投資」は成立しない。

### 投資-貯蓄恒等式と投資-貯蓄均衡
一方、付加価値は経済主体に配分され、一部は消費に充てられ、残りは貯蓄されるから、
所得 ≡ 消費 ＋ 貯蓄
が常に成り立つ。これを所得恒等式に当てはめると、
所得 ≡ 消費 ＋ 投資 ≡ 消費 ＋ 貯蓄
となり、両辺に重複している消費を除くと、
投資 ≡ 貯蓄
が常に成り立つ。（より厳密には、租税を考慮して、
投資 ＋ 政府支出 ＋ 経常収支 ≡ 貯蓄 ＋ 租税
が常に成り立つ。）これを投資-貯蓄恒等式という。
先に説明した論理により、所得規模は生産規模（そして所得）の調整を通じて、企業が意図した投資額と貯蓄額が等しくなるような規模、即ち
投資 ＝ 貯蓄
（又は 投資 ＋ （政府支出－租税）＝ 貯蓄 － 経常収支）
が成り立つような規模で均衡する。これを投資-貯蓄均衡という。（この場合の投資には在庫投資は含まれていないことに注意。）これは、貯蓄や経常赤字で経済から漏出した分を投資や財政赤字で補填しなければ、経済規模は縮小する、ということを示しており、マクロ経済学の基本命題である。

### 部門間収支の関係
先に出てきた投資-貯蓄恒等式より
（投資 － 貯蓄） ＋ （政府支出 － 租税） ＋ 経常収支 ≡ ゼロ
すなわち、
投資超過額 ＋ 財政赤字額 ＋ 経常収支 ≡ ゼロ
つねに成り立つ。したがって、アメリカのように投資超過で財政赤字の国は必ず経常収支は赤字である。